# Алпски козорог
Алпски козорог (Capra ibex) је врста из породице коза и рода Capra. Дужина живота му је 35 година. Преживар је и двопапкар. 

## Опис
Нарасте у висину око 90 центиметара, а у дужину и до 150 центиметара. У тежини старији мужјаци достижу и до 100 килограма. Боја длаке му је зими затворено сива, а лети црвенкасто сива. У зимском раздобљу има браду, дугу око 4 центиметра. Мужјак носи сталне шупље рогове који имају сабљаст облик, односно савијене у благом луку према назад. Рогови имају четвртаст облик, на предњој страни су им симетрично поређане избочине, које им дају нарочито леп изглед. Рогови могу да буду тешки до 15 килограма, а могу нарасти до 1 метра. Козорогова женка је нешто мања од мужјака и има сталне рогове, који су прави и израсту свега до 20 центиметара.
Козорози не праве никакве штете. Имају одличан мирис, слух и вид. Нису љубопитљиви него плашљиви, због чега се тешко лове.

## Распрострањеност и станиште
Домовина алпског козорога су камени и неприступачни предели Алпа. Највише га има у Швајцарској око Мон Блана и Мон Розе. У Србији га нема. Такође, живи и у Словенији, где је због своје реткости стављен под заштиту државе.
Храна му се састоји из разних алпских трава, пупува, изданака и лишћа алпске вегетације.

## Размножавање
Мужјаци и женке су лети одвојени, а чим наступе хладнији дани и приближи се време парењу, налазе се заједно у крдима све до следећег лета. Парење почиње на крају године. Женка носи око пет месеци и ојари у мају обично једно, а ретко по два јарета. Јарићи имају до краја лета вунасту нежну длаку и тек у јесен, она постаје куштрава. 
Непријатељи младунцима су орлови и вукови. Нарочито страдају зими од несташице хране и лавина.